# Waffensalbe

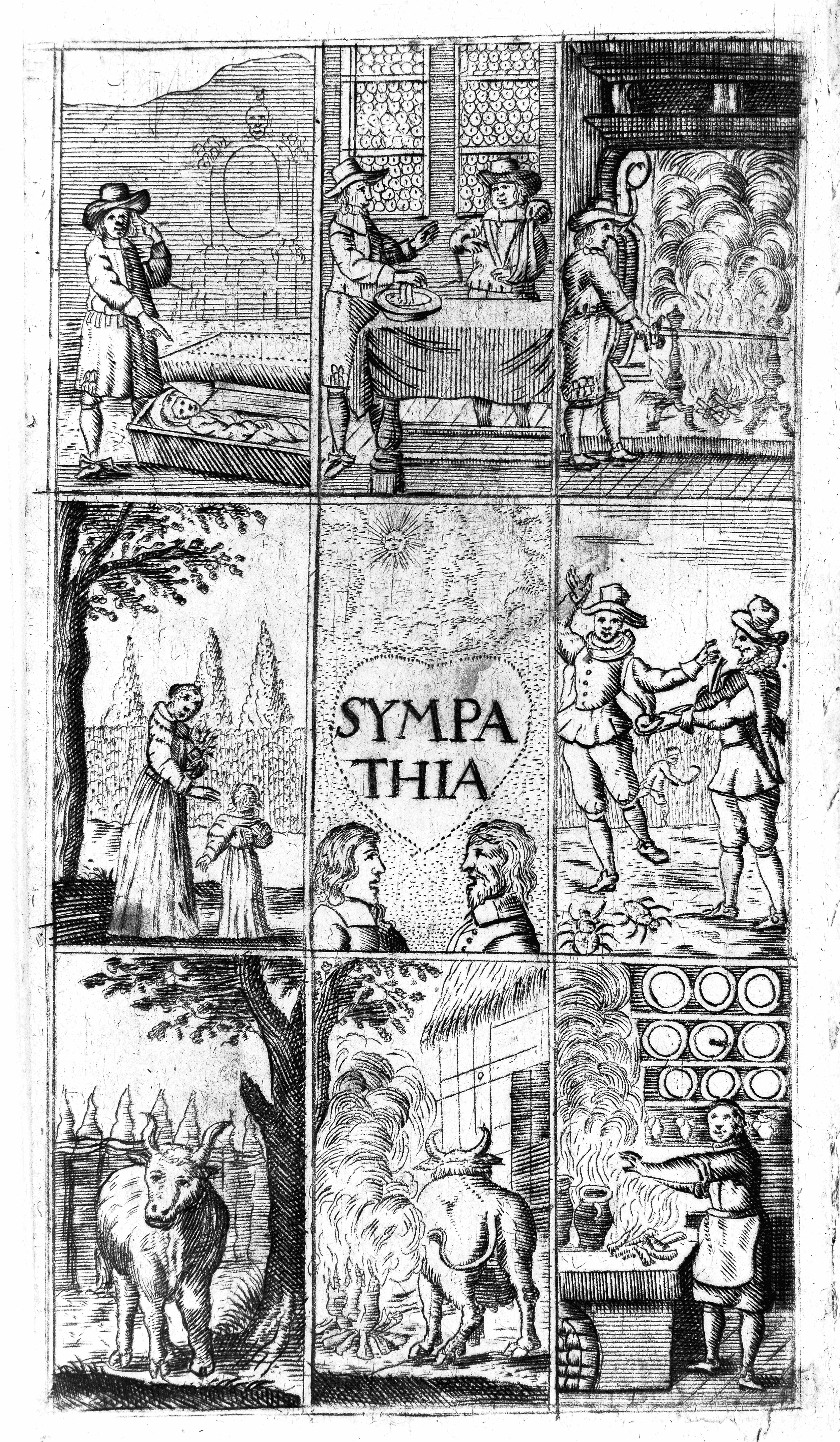
Frontispiz der 6. Auflage von Eröffnung unterschiedlicher Heimlichkeiten der Natur von 1677

Waffensalbe oder Sympathetisches Pulver ist ein altes magisches Heilmittel für durch Waffen verursachte Wunden. Im Rahmen der makro-/mikrokosmischen Vorstellung von einer Welt, deren Elemente durch Analogien und Sympathien miteinander in Verbindung stehen und reguliert werden (Signaturenlehre) hatte sich im Zeitalter des Barock der Glaube gebildet, dass man durch Metalle verursachte Wunden mit metallischen Substanzen heilen könne. Die Waffensalbe sollte alle durch scharfe Waffen verursachten Wunden heilen, soweit diese nicht das Herz, das Gehirn oder die Arterien verletzt haben. Gelegentlich findet man auch die Vorstellung, alleine die Behandlung der Waffe (Schwert, Dolch o. Ä.) bzw. ihres Metalls genüge, um die durch sie geschlagenen Wunden zu beeinflussen.
Ein Rezept stammt aus der Paracelsus zugeschriebenen Archidoxis magica (Mitte des 16. Jahrhunderts):

„Nimm je eine Unze von der Flechte, die auf dem Kopf eines gehängten Diebes wächst, von echter Mumie und von warmem Menschenblut; dazu zwei Unzen Menschentalg und je zwei Drachmen Leinöl, Terpentin und armenische Heilerde. Verquirle alles gut in einem Mörser und bewahre die Salbe in einer länglichen, schmalen Urne auf.“

## Geschichte
Anfang des 17. Jahrhunderts wurde das Konzept von Rudolf Goclenius dem Jüngeren und von Johan Baptista van Helmont verbreitet. Es findet sich in vielen medizinischen Abhandlungen, insbesondere solche für den Laien wie Carl von Goglers Hauß- und Feld-Apotheck. Sir Kenelm Digby machte sie in England populär. Sein Pulver bestand im Wesentlichen aus Blauem Vitriol (Kupfersulfat).
Im Flugblatt Curious Enquiries von 1687 wurde die Waffensalbe zur Lösung des Längenproblems, der Bestimmung des Längengrads auf See, vorgeschlagen. Ein Hund sollte mit einem Messer verwundet werden und dann sollte die Waffensalbe im Heimathafen jeden Tag genau zur Mittagszeit auf das Messer aufgebracht werden. Der Hund an Bord des Schiffes sollte in diesem Moment vor Schmerz aufheulen und dem Schiffskapitän die Uhrzeit im Heimathafen anzeigen.
Auch Oswald Croll berichtete 1609 in seiner „Basilica Chymica“ über die Anwendung von Waffensalbe bei offenen Wunden. Diese Therapie hatte viele Gegner, die dahinter eine Wirkung von Dämonen vermuteten. So entwickelte sich ein Streit zwischen Rudolf Goclenius, dem Jesuiten Jean Roberti (1569–1644) und Johan Baptista van Helmont. Mit der Aufklärung verlor dieses typisch magische Arzneimittel seine Bedeutung.

## Literarische Rezeption
Eine Beschreibung der Methode zur Lösung des Längenproblems findet sich in Dava Sobels Längengrad. Die Geschichte ist eine der Inspirationen für Umberto Ecos Die Insel des vorigen Tages. Eine verwandte Spekulation über das Zusammenwirken von blauem Vitriol und animalischem Magnetismus – allerdings in Bezug auf eine vorgebliche telepathische Verbindung von Schnecken – findet sich beim Pasilalinisch-sympathetischen Kompass.